# お金がなくても幸せライフ がんばれプアーズ!
『お金がなくても幸せライフ がんばれプアーズ!』（おかねがなくてもしあわせライフ がんばれプアーズ!）は、2012年10月19日から2013年9月13日までテレビ東京系列で放送されたバラエティ番組。全28回。
レギュラー放送に先駆け、同年9月14日の19:00 - 20:50に『あっぱれ!ボンビー遺産』（あっぱれ!ボンビーいさん）と題したパイロット版の特別番組として放送した。

## 内容
毎週数組のボンビーさん（貧乏人）を紹介する。タイトルは海外映画にしてテレビドラマでもある『がんばれ!ベアーズ』のもじり。VTR終了後、「ドリームマネー」を提示。評価によって誰もOKしない場合は「おこめ券」、1人でもOKなら「1万円」、全員がOKなら提示した「ドリームマネー」が獲得できるが、稀に「1万円」に提示する人や、「1万円」を下回る金額を提示する人もいる。ちなみに仮タイトルではスタジオパネリスト10人が評価し「あっぱれ!」の数によって、おこめ券→賞金1万円→賞金3万円獲得でき、満点（10人全員が「あっぱれ!」を表示）を出せば賞金5万円獲得だった。
2012年12月14日放送分は後続の『世界ナゼそこに?日本人 〜知られざる波瀾万丈伝〜』とコラボレーションした“ワケあり人生応援SP”を放送した。2013年より放送開始を5分前倒しして、18:55 - 19:54に放送時間を拡大（独立局のびわ湖放送、奈良テレビ放送は19:00開始）。同年4月からは放送開始を25分前倒しして、18:30 - 19:50に放送時間を拡大。2013年9月13日を以って終了。ブラックマヨネーズは2013年10月4日開始の『腹ペコ!なでしこグルメ旅』にも続投された。

### 放送時間の変遷
| 期間       | 期間       | 放送時間（日本時間）         |
| ---------- | ---------- | ---------------------------- |
| 2012.10.19 | 2012.12.14 | 金曜日 19:00 - 19:54（54分） |
| 2013.1.11  | 2013.3.22  | 金曜日 18:55 - 19:54（59分） |
| 2013.4.12  | 2013.9.13  | 金曜日 18:30 - 19:50（80分） |

## 司会
- ブラックマヨネーズ（小杉竜一・吉田敬）

### アシスタント
- 松丸友紀（テレビ東京アナウンサー）

## ネット局
| 放送地域       | 放送局             | 放送期間                                        | 放送日時           | 放送系列       | 備考                 |
| パイロット版   | パイロット版       | パイロット版                                    | パイロット版       | パイロット版   | パイロット版         |
| -------------- | ------------------ | ----------------------------------------------- | ------------------ | -------------- | -------------------- |
| 関東広域圏     | テレビ東京         | 2012年9月14日                                   | 金曜 19:00 - 20:50 | テレビ東京系列 | 制作局               |
| 北海道         | テレビ北海道       | 2012年9月14日                                   | 金曜 19:00 - 20:50 | テレビ東京系列 | 同時ネット           |
| 愛知県         | テレビ愛知         | 2012年9月14日                                   | 金曜 19:00 - 20:50 | テレビ東京系列 | 同時ネット           |
| 大阪府         | テレビ大阪         | 2012年9月14日                                   | 金曜 19:00 - 20:50 | テレビ東京系列 | 同時ネット           |
| 岡山県・香川県 | テレビせとうち     | 2012年9月14日                                   | 金曜 19:00 - 20:50 | テレビ東京系列 | 同時ネット           |
| 福岡県         | TVQ九州放送        | 2012年9月14日                                   | 金曜 19:00 - 20:50 | テレビ東京系列 | 同時ネット           |
| 滋賀県         | びわ湖放送         | 2012年9月14日                                   | 金曜 19:00 - 20:50 | 独立局         | 同時ネット           |
| 奈良県         | 奈良テレビ         | 2012年9月14日                                   | 金曜 19:00 - 20:50 | 独立局         | 同時ネット           |
| レギュラー版   |                    |                                                 |                    |                |                      |
| 関東広域圏     | テレビ東京         | 2012年10月19日 - 2013年9月13日                  | 金曜 18:30 - 19:50 | テレビ東京系列 | 制作局               |
| 北海道         | テレビ北海道       | 2012年10月19日 - 2013年9月13日                  | 金曜 18:30 - 19:50 | テレビ東京系列 | 同時ネット           |
| 愛知県         | テレビ愛知         | 2012年10月19日 - 2013年9月13日                  | 金曜 18:30 - 19:50 | テレビ東京系列 | 同時ネット           |
| 大阪府         | テレビ大阪         | 2012年10月19日 - 2013年9月13日                  | 金曜 18:30 - 19:50 | テレビ東京系列 | 同時ネット           |
| 岡山県・香川県 | テレビせとうち     | 2012年10月19日 - 2013年9月13日                  | 金曜 18:30 - 19:50 | テレビ東京系列 | 同時ネット           |
| 福岡県         | TVQ九州放送        | 2012年10月19日 - 2013年9月13日                  | 金曜 18:30 - 19:50 | テレビ東京系列 | 同時ネット           |
| 滋賀県         | びわ湖放送         | 2012年10月26日 - 2013年9月13日                  | 金曜 19:00 - 19:54 | 独立局         | 同時ネット           |
| 奈良県         | 奈良テレビ         | 2012年10月19日 - 2013年10月11日                 | 金曜 19:00 - 19:54 | 独立局         | 14日遅れ             |
| 長崎県         | 長崎文化放送       | 2012年11月3日 - 2013年10月5日                   | 土曜 13:00 - 14:00 | テレビ朝日系列 | 22日遅れ             |
| 熊本県         | 熊本放送           | 2012年11月7日 - 2013年10月23日                  | 水曜 23:50 - 24:50 | TBS系列        | 26日遅れ             |
| 石川県         | 石川テレビ         | 2012年11月10日 - 2013年9月23日                  | 月曜 24:45 - 25:45 | フジテレビ系列 | 29日遅れ             |
| 福島県         | 福島放送           | 2012年11月10日 - 2013年9月28日                  | 土曜 15:30 - 16:30 | テレビ朝日系列 | 29日遅れ             |
| 山形県         | テレビユー山形     | 2012年11月11日 - 2013年10月13日                 | 日曜 14:00 - 14:54 | TBS系列        | 30日遅れ             |
| 富山県         | チューリップテレビ | 2012年11月15日 - 2013年8月19日 （途中打ち切り） | 月曜 15:00 - 15:55 | TBS系列        | 34日遅れ（開始当初） |
| 岩手県         | テレビ岩手         | 2012年11月18日 - 2013年9月29日                  | 日曜 12:35 - 13:30 | 日本テレビ系列 | 37日遅れ             |
| 広島県         | テレビ新広島       | 2012年11月25日 - 2013年10月13日                 | 日曜 12:00 - 13:30 | フジテレビ系列 | 44日遅れ             |
| 静岡県         | 静岡朝日テレビ     | 2013年1月10日 - 2013年10月3日                   | 木曜 24:55 - 25:55 | テレビ朝日系列 | 83日遅れ             |
| 宮城県         | 仙台放送           | 2013年4月7日 - 2013年11月14日                   | 木曜 15:55 - 16:50 | フジテレビ系列 | [ 7 ] [ 10 ]         |

## スタッフ

### パイロット版
- ナレーション：杉本るみ、マイケル富岡
- 構成：堀田延、福原フトシ、大船知充
- TD：吉田健吾
- CAM：近藤剛史
- VE：小峰信彦
- LD：古川雅士
- LO：大郷智広
- MIX：臼本泰一
- ロケ技術：高瀬義美
- TK：安富弘江
- アートプロデューサー：薬師寺哲朗
- デザイナー：三重野基
- 美術進行：野本和広
- 大道具：南部啓介
- 小道具：舘直樹
- 電飾・システム：平野拓也
- アクリル装飾：ナカムラ綜美
- メイク：山田かつら
- CG：福田倫之
- 編集：橋本淳一郎
- MA：岡崎博之
- 音響効果：木村陽子
- 技術協力：テクノマックス、ニューテレス、麻布プラザ、アーツポート企画、ニイルセン
- 美術協力：テレビ東京アート
- リサーチ：田沢佑太（ビスポ）、志田顕悟（メガバックス7）
- 編成：大庭竹修
- 番宣：荒井正和
- 営業：香村幸子
- デスク：西野由貴
- AD：松村早葵、杉浦佐和子、蜂谷勇太、高野綾香、山村勇介、植田光広、窪田聡也、仲田和史、野崎悠太、藤田豊平、古東風太郎
- AP：真壁正彦、菅原綾乃、海東亜弥
- ディレクター：藤代賢二、渡辺恭三、本間和美、高橋寛之、池田おさむ、小比類巻将範、齋藤慎一郎、坂本篤、木村亮、赤堀哲也、福本俊二、徳永勝也、峰尾圭一、祖父江里奈、笹村啓太
- 演出：佐久間宣行、袰川斉
- プロデューサー：澤井伸之、宮本稔久、辻村たろう
- チーフプロデューサー：加藤正敏
- 制作協力：NET WEB、吉本興業
- 制作著作：テレビ東京

### 最終回時点
- ナレーション：杉本るみ、マイケル富岡
- 構成：堀田延、福原フトシ、樅野太紀、大船知充、アラケン
- TD：吉田健吾
- CAM：野瀬一成、丸山真平
- VE：小峰信彦、三浦宏一、佐久間元貴
- LD：古川雅士
- MIX：臼本泰一
- MA：下田由紀
- TK：安富弘江
- アートプロデューサー：薬師寺哲朗
- デザイナー：三重野基
- 美術進行：野本和広
- 大道具：南部啓介
- 小道具：舘直樹
- 電飾・システム：平野拓也
- アクリル装飾：ナカムラ綜美
- メイク：山田かつら
- フードコーディネーター：井上由香理
- キャラクターデザイン：筧昌也
- CG：原田専門家
- 編集：小澤章二、橋本淳一郎
- MA：浅井佑人
- 音響効果：木村陽子（アーツポート企画）
- 技術協力：テクノマックス、ニューテレス、麻布プラザ
- 美術協力：テレビ東京アート
- リサーチ：田沢佑太（ビスポ）、岩間丈倫（ニューズクリエイト）、森祐介（スコープ）
- 番宣：荒井正和
- デスク：西野友貴
- AD：山村勇介、松村早葵、高野綾香、古東風太郎、杉浦佐和子、植田光広、藤田豊平、吉岡友紀子、岡部大五郎、畑山聖弥、薄葉悦美、渡辺純也、佐竹愛
- AP：遠藤充子、真壁正彦、山口ななえ、海東亜弥、佐藤義郎
- ディレクター：小比類巻将範、藤代賢二、渡辺恭三、坂本篤、福本俊二、祖父江里奈、笹村啓太、木村亮、本間和美、大川剛史、河原昇吾、高橋寛之、峰尾圭一、徳永勝也、鈴木隼、濱口賢治、坂本晋司、井山みきこ、浦川瞬
- 演出：袰川斉
- 総合演出：佐久間宣行
- プロデューサー：澤井伸之、宮本稔久、辻村たろう
- チーフプロデューサー：加藤正敏
- 制作協力：吉本興業、NET WEB、ウッドオフィス
- 制作著作：テレビ東京

#### 過去のスタッフ
- 編成：平山大吾
- 営業：高山勝
- AP：菅原綾乃